# ماد ترنر گوردون
ماد ترنر گوردون (انگلیسی: Maude Turner Gordon؛ ۱۰ نوامبر ۱۸۶۸ – ۱۲ ژانویهٔ ۱۹۴۰) بازیگر اهل ایالات متحده آمریکا بود.